# Kanzhugan
La mine de Kanzhugan (aussi orthographié Kanzugan) extrait de l'uranium par lixiviation in situ. Elle est située à environ 30 km à l'est de la petite ville de Suzak sur le versant nord des Montagnes Karataou dans la zone sud du bassin de Tchou-Saryssou au Kazakhstan-Méridional, à environ 300 km à l'est de Kyzylorda et à 200 km au nord-ouest de la ville de Chimkent.
Depuis sa mise en service en 2008, la mine de Kanzhugan possède une capacité de production de 600 tonnes d'uranium par an. En 2010 et 2012, elle produit respectivement 562 et 575 tonnes d'uranium.